# Franjo Bruna
Franjo Bruna (Zagreb, 14. rujna 1745. – Pešta, 1817.), hrvatski astronom, matematičar i meteorolog.

## Životopis
Studirao je teologiju na isusovačkoj bogosloviji u Grazu, a oko 1780. godine imenovan je trećim astronomom zvjezdarnice u Budimu. Astronomskim opažanjima bavio se surađujući s tadašnjim ravnateljima. Brojna vrijedna motrenja objavljivao je u "Ephemerides astronomicae". Posebno je promatrao pomrčine Jupiterovih satelita, opozicije Marsa, Jupitera i Saturna sa Suncem, a tri puta dnevno mjerio je tlak i temperaturu unutar zvjezdarnice te vanjsku temperaturu, vlagu, smjer vjetra i količinu oborina. Godine 1797. kada je Ivan Paskvić zatražio umirovljenje, preuzeo je njegovo mjesto profesora više matematike na Filozofskom fakultetu u Pešti, gdje je bio i rektor.